# みなと山口合同新聞社

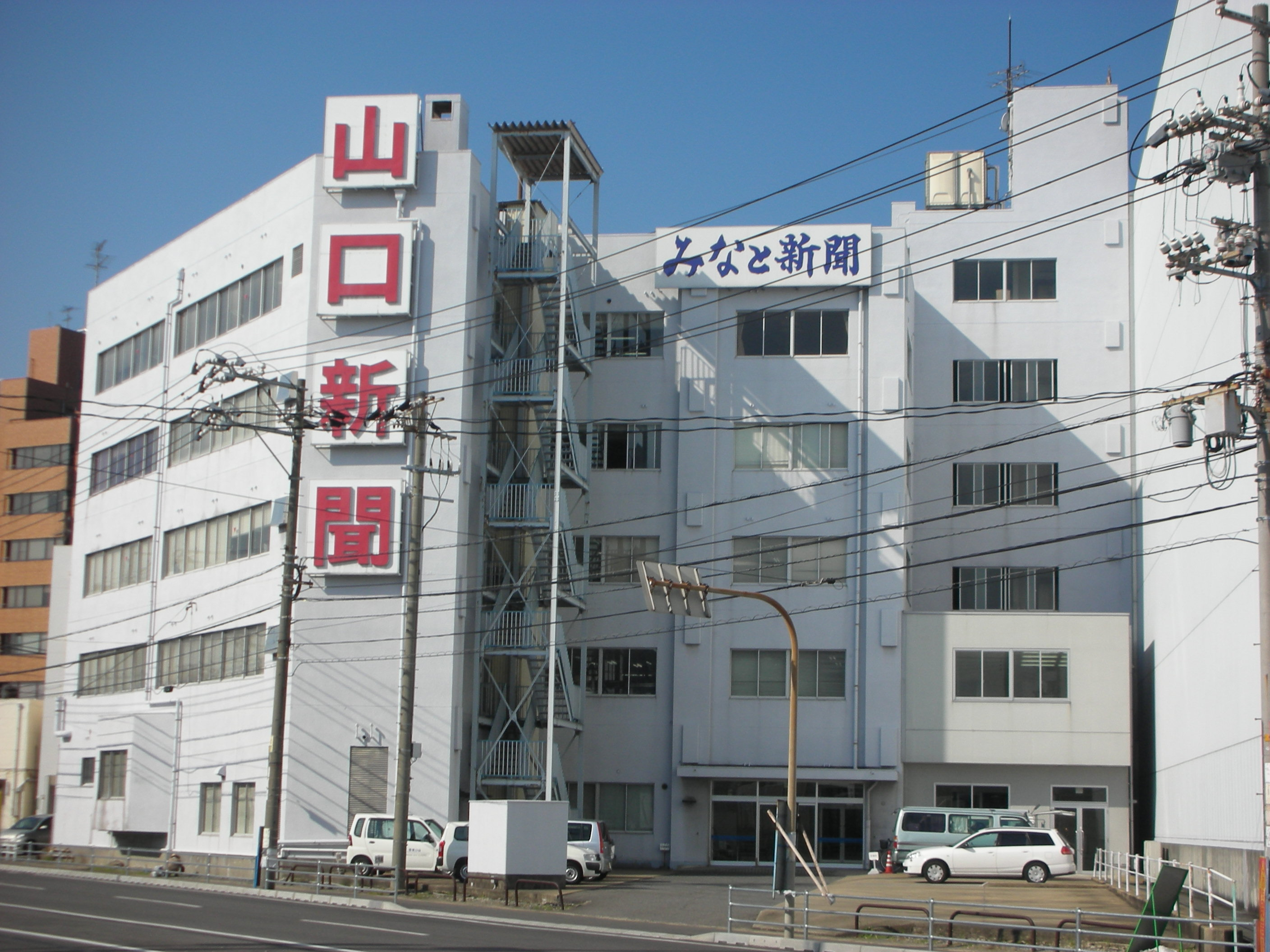
下関市東大和町の本社社屋「山口新聞会館」

株式会社みなと山口合同新聞社（みなとやまぐちごうどうしんぶんしゃ、英語：Minato-Yamaguchi Co., Ltd.）は、山口県下関市東大和町に本社を置く日本の新聞社である。水産食品専門紙『みなと新聞』（全国紙）や一般紙『山口新聞』などを編集・発行する。新聞発行の他、デジタル媒体の運営や書籍の出版も行う。

## 沿革
- 1946年（昭和21年）2月11日 - 下関市大和町の下関漁港内の施設で『西部水産速報』発刊。
- 1947年（昭和22年）4月 - 漁港そばに発行所を移転。タブロイド判に移行し、題字を『みなと新聞』に変更。
- 1952年（昭和27年）4月 - 市内版記事の掲載スタート（4ページ中2ページ）。
- 1952年（昭和27年）8月 - 市内版を独立させ、朝刊=水産速報版、夕刊=市内版の体制に移行。翌年には夕刊の題字を『夕刊みなと』とする（山口新聞の実質的創刊）。
- 1955年（昭和30年） - 株式会社組織に移行し、みなと新聞社設立。
- 1959年（昭和34年） - 日本新聞協会に加盟。
- 1969年（昭和44年） - みなと新聞社傘下に山口新聞社を設立し、『山口新聞』（夕刊みなとを改題）の発行を移管する。
- 1977年（昭和52年） - 下関市東大和町１丁目に山口新聞会館を建設し本社を移転。
- 1984年（昭和59年） - コンピューターによる制作システムを導入。
- 1992年（平成4年）10月 - みなと新聞社と山口新聞社が合併、みなと山口合同新聞社となる。
- 1994年（平成6年） - カラー画像処理システムを導入。
- 2011年（平成23年）8月 - 「みなと新聞」電子版の配信を開始。
- 2016年（平成28年） - 創立70周年記念イベントを開催。
- 2017年（平成29年） - 「山口新聞」電子版の配信を開始。

## 事業内容
- 水産食品専門紙「みなと新聞」の発行 - 日本の水産業に関する情報を発信する日刊の専門紙（全国紙）。紙版、電子版の２媒体を展開している。
- 一般紙「山口新聞」の発行 - 山口県では唯一の県下全域を取材・発行エリアとする日刊の地方紙。パソコンやスマートフォンなどで閲覧できる電子版も展開している。
- 過去にはフリーペーパー「週刊リフレッシュ（Re.フレッシュ）」とポスティング版の「ブラス1（ワン）」を発行していた。
- 朝日新聞、日本農業新聞の受託印刷を行っていたが、2024年（令和6年）3月末で両紙の受託印刷が終了した。
- 九州スポーツ（東京スポーツの九州版）の紙面制作と受託印刷を行っていたが、2020年（令和2年）3月末で紙面制作を終了。同年4月1日付から大阪府堺市堺区にある大阪スポーツ（東京スポーツ新聞社関西支社）での編集・制作に移行し、2022年（令和4年）4月からは東京都江東区にある東京スポーツ本部での編集・制作に再移行した。これに合わせて下関での九州スポーツの受託印刷も終了し、佐賀県鳥栖市にある毎日新聞九州センターでの印刷に切り替わった。

## 取材拠点

### 本部
- 下関市東大和町1丁目1番7号　山口新聞会館

#### 支社・支局
みなと新聞と山口新聞は、支社・支局網を一部共有している。
みなと新聞
- 支社
  - 東京支社（東京都中央区）
  - 北海道支社（札幌市）
  - 東北支社（仙台市）
  - 大阪支社（大阪市）
  - 西日本支社（福岡市）

山口新聞
- 支社　　
  - 山口支社（山口市）
  - 周南支社（周南市）
  - 東京支社（東京都中央区）
  - 大阪支社（大阪市）

- 支局
  - 広島支局（広島市）
  - 宇部支局（宇部市）
  - 岩国支局（岩国市）
  - 萩支局（萩市）

## 印刷センター
- 下関印刷センター

下関市東大和町2丁目2番11号

## 著名な出身者
- 古川薫（小説家）